# 江府町営バス
江府町営バス（こうふちょうえいバス）は、鳥取県日野郡江府町で運行するコミュニティバス。
自家用自動車（白ナンバー）による有償運送路線で、運行は公募により決定され、日本交通に委託している。

## 特徴
- 料金は大人200円、中学生、小学生、障害者等は100円、幼児は無料。
  - ただし、江府町役場 - 江尾駅 - 防災情報センター間のみを利用する場合は無料。
- 定期券
  - 通勤 1か月7,200円、2か月13,600円、3か月19,400円
  - 通学（高校生） 1か月6,000円、2か月11,400円、3か月16,200円
  - 通学（中学生、小学生） 1か月6,000円、日割り（1日あたり200円）
- 回数券
  - 1,000円券（100円券の11枚綴り）、2,000円券（200円券の11枚綴り）
- 町内小中学生フリーパス券
  - 無料（江府町立奥大山江府学園（旧江府町立江府小学校・江府町立江府中学校）の児童・生徒が対象で、夏休み、冬休み、春休み期間において使用可能）
- なお、他社の一般路線の乗車券類は使用できない。
- 運行は日本交通に委託している。
- 土曜日・日曜日・祝日・12月31日 - 1月3日は運休。

## 営業所（車庫）所在地
- 江府町営交通営業所（日本交通に管理委託）
  - 鳥取県日野郡江府町江尾1717-1

## 歴史
かつては、日ノ丸自動車が町内の一般路線バスを運行していたが、2009年（平成21年）に町内の全4小学校を1校に統合することが予定されており、それに伴う通学の安全性・利便性の確保、住民の通勤、通院、買い物等の生活路線の確保のため、町内のバス路線を町営バスに変更することを決定した。
- 2008年（平成20年）9月19日 江府町営バス運行業務委託運行事業者の公募を開始（契約期間は2009年3月1日 - 2014年3月31日）[2]。
- 2008年（平成20年）10月20日 江府町営バス運行業務委託運行事業者の公募を締め切り。日本交通・大新東・日ノ丸自動車・チロル観光の4社が応募。
- 2008年（平成20年）11月14日 江府町営バス運行業務委託運行事業者が日本交通に決定[3]。
- 2009年（平成21年）2月2日 江府町営バスの定期券・回数券の販売開始。
- 2009年（平成21年）2月28日 日ノ丸自動車が運行していた町内の一般路線バスを廃止。それに伴い日ノ丸自動車米子支店江尾車庫を廃止。
- 2009年（平成21年）3月1日 江府町営バスの出発式・試乗会を開催（この日は一般運行せず）[4]。それに伴い日ノ丸自動車米子支店江尾車庫の跡地に江府町営バス営業所（日本交通米子営業所江尾車庫（新設）に管理委託）を新設。
- 2009年（平成21年）3月2日 江府町営バスの運行開始。
- 2016年（平成28年）1月 - 日本交通根雨営業所が分社化により日野交通となる。
- 2021年（令和3年）4月1日 - 日野交通のタクシーが江府町営タクシーとなり、それと同時に日本交通が日野交通を吸収合併。

## 路線
詳細な運行案内は#外部リンクの江府町営バス時刻表サイトを参照のこと。
- 大河原線
  - （江府インター - エミーズカフェ -） 江府町役場 - （江尾駅） - 防災情報センター - 貝田 - 上大河原
    - 2往復（月曜日は4.5往復）のみ運行。
    - 江府インター - エミーズカフェ間は4月 - 11月の月曜日のみ運行。エミーズカフェ - 江尾駅間は月曜日のみ運行。
- 下蚊屋線
  - （江府インター - エミーズカフェ -） 江府町役場 - （江尾駅） - 防災情報センター - 南大山大橋 - 下蚊屋上 （- 笠良原）
    - 2往復（火曜日は4.5往復）のみ運行。
    - 江府インター - エミーズカフェ間は4月 - 11月の火曜日のみ運行。エミーズカフェ - 江尾駅間は火曜日のみ運行。
    - 下蚊屋上 - 笠良原間は4月1日 - 11月30日のみ運行で、デマンドバスのため、事前に江府町営交通営業所へ要電話予約。
- 御机線
  - （江府インター - エミーズカフェ -） 江府町役場 - （江尾駅） - 防災情報センター - 杉谷 - 御机 （- エバーランド奥大山）
    - 2往復（水曜日は4.5往復）のみ運行。
    - 江府インター - エミーズカフェ間は4月 - 11月の水曜日のみ運行。エミーズカフェ - 江尾駅間は水曜日のみ運行。
    - 御机 - エバーランド奥大山間は冬季（12月1日 - 3月31日）のみ運行で、デマンドバスのため、事前に江府町営交通営業所へ要電話予約。
- 俣野線
  - （江府インター - エミーズカフェ -） 江尾駅 - 防災情報センター - 江府町役場 - 武庫（国道） - 深山口
    - 2往復（木曜日は4.5往復）のみ運行。
    - 江府インター - エミーズカフェ間は4月 - 11月の木曜日のみ運行。エミーズカフェ - 江尾駅間は木曜日のみ運行。
- 柿原線・下安井線
  - 柿原上 - 柿原尻 - 江府インター - 小江尾（国道） - （防災情報センター） - 江尾駅 - （防災情報センター） - 江府町役場 - 武庫（国道） - 宮の前 - 下安井
  - 柿原上 - 柿原尻 - 江府インター - エミーズカフェ - 防災情報センター - 江尾駅 - 江府町役場 （→ 武庫（国道） → 洲河崎 → 下安井 → 宮の前 → 武庫（国道） → 江府町役場 → 防災情報センター → 江尾駅）
    - 柿原線は2往復（金曜日は3.5往復）、下安井線は3往復（金曜日は4往復）のみ運行。それ以外は日ノ丸自動車が運行する日野本線（米子駅 - 日野病院）を利用。
    - エミーズカフェ・洲河崎経由便は4月 - 11月の金曜日のみ運行。

## 運行車両
町営バス運行とともに中型バス3台（日野・メルファ）が導入され、江府町が保有する既存の自家用バスと併用している。
なお、町営バス運行とともに導入された中型バス3台（日野・メルファ）はラッピングバスで、1台ずつ異なっている。
- 天然水をイメージした絵（町内に工場を有するサントリー天然水株式会社から寄贈）
- 季節をイメージした絵（町内の4小学校（当時）の児童が季節ごとに分担して描いた絵）
- アヤメや大山をイメージした絵（町内の1中学校の生徒が描いた絵）

2009年11月1日より、宝くじ助成事業として新たに中型バス（日野・メルファ）1台が導入され（宝くじ号）、小型車両を置き換えた。このとき導入された車には、江府小学校の児童がデザインしたラッピングが施されている。

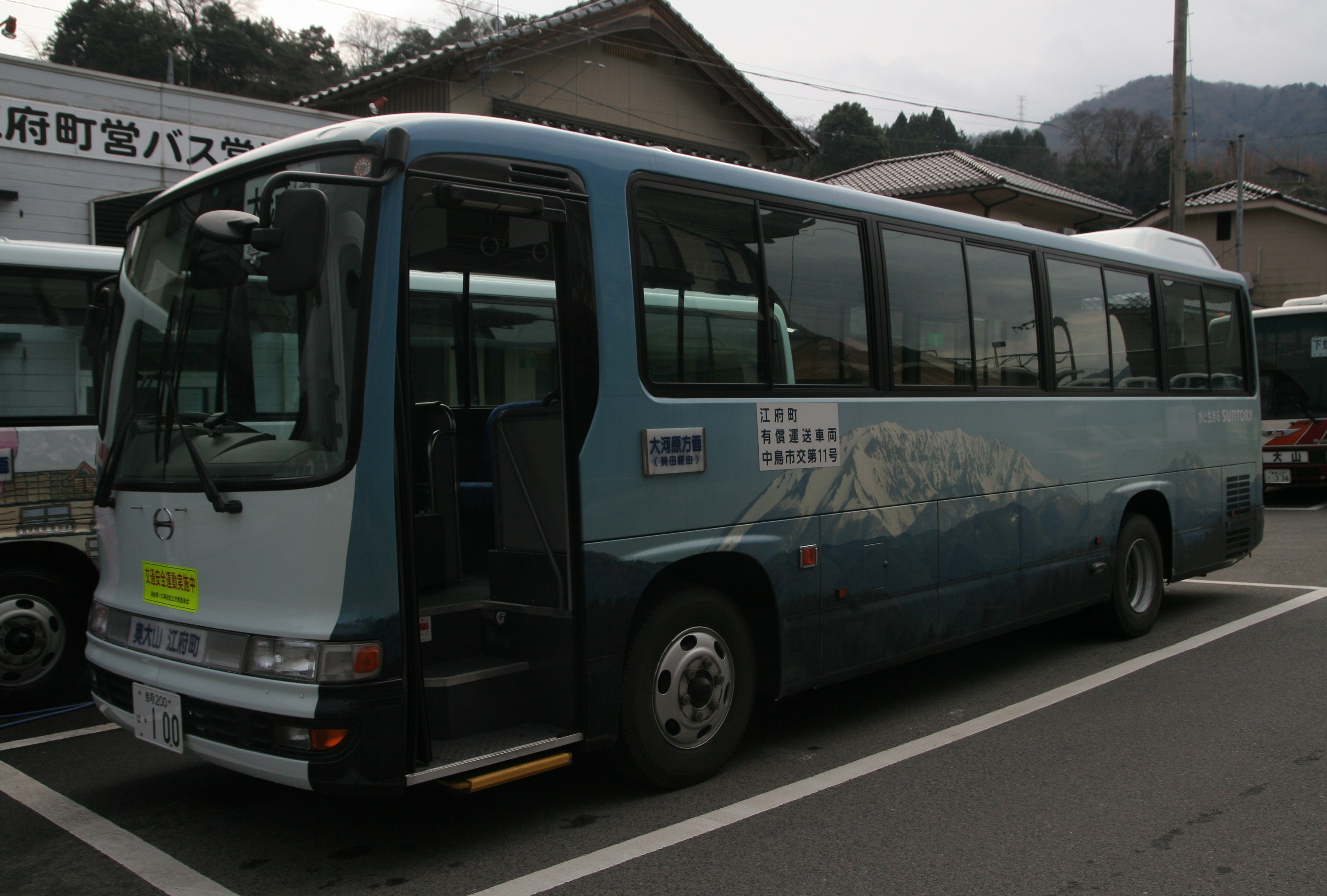
天然水をイメージしたラッピング車。（2009年12月30日、江尾駅前）
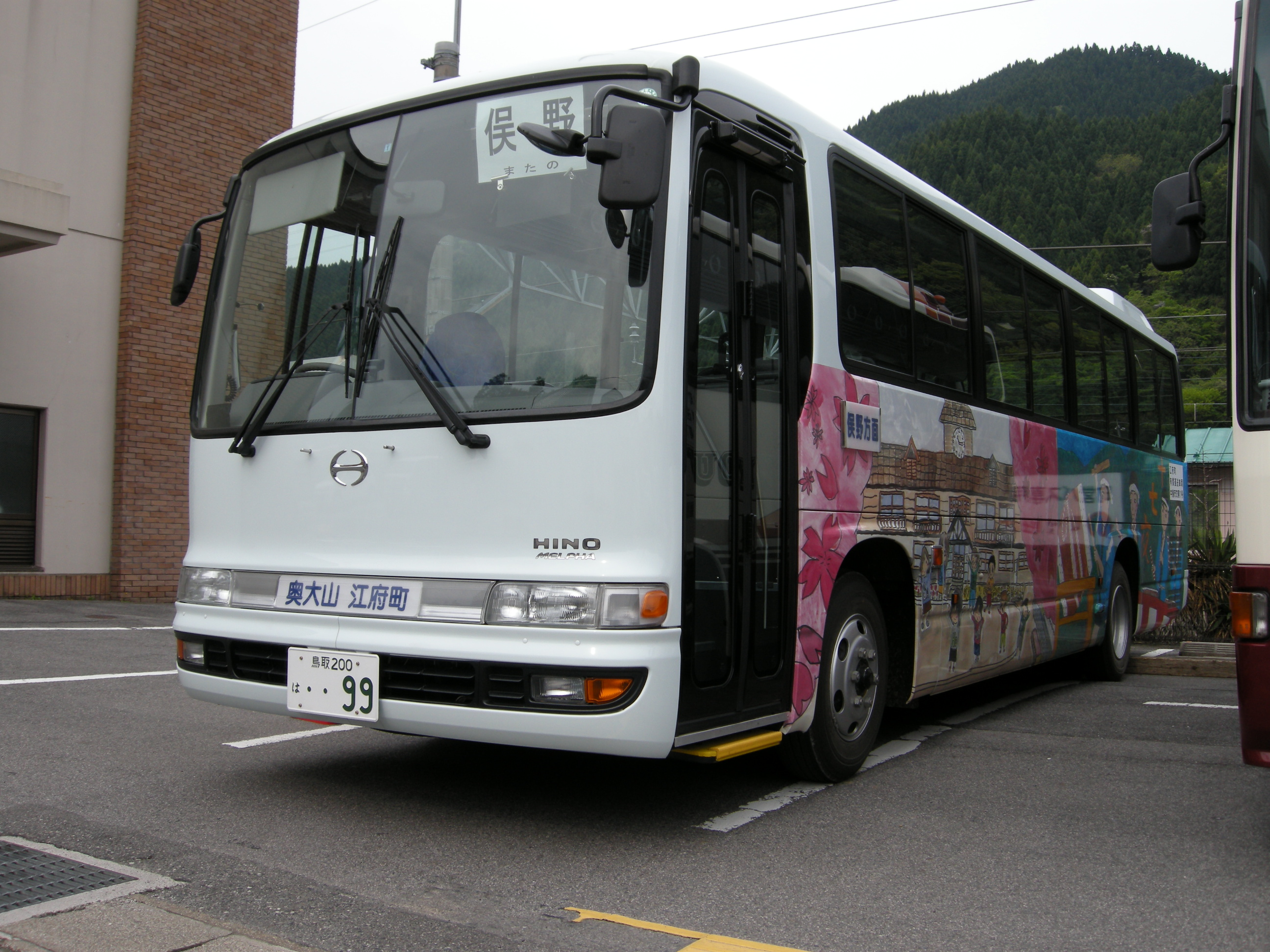
季節をイメージしたラッピング車。（2009年5月）
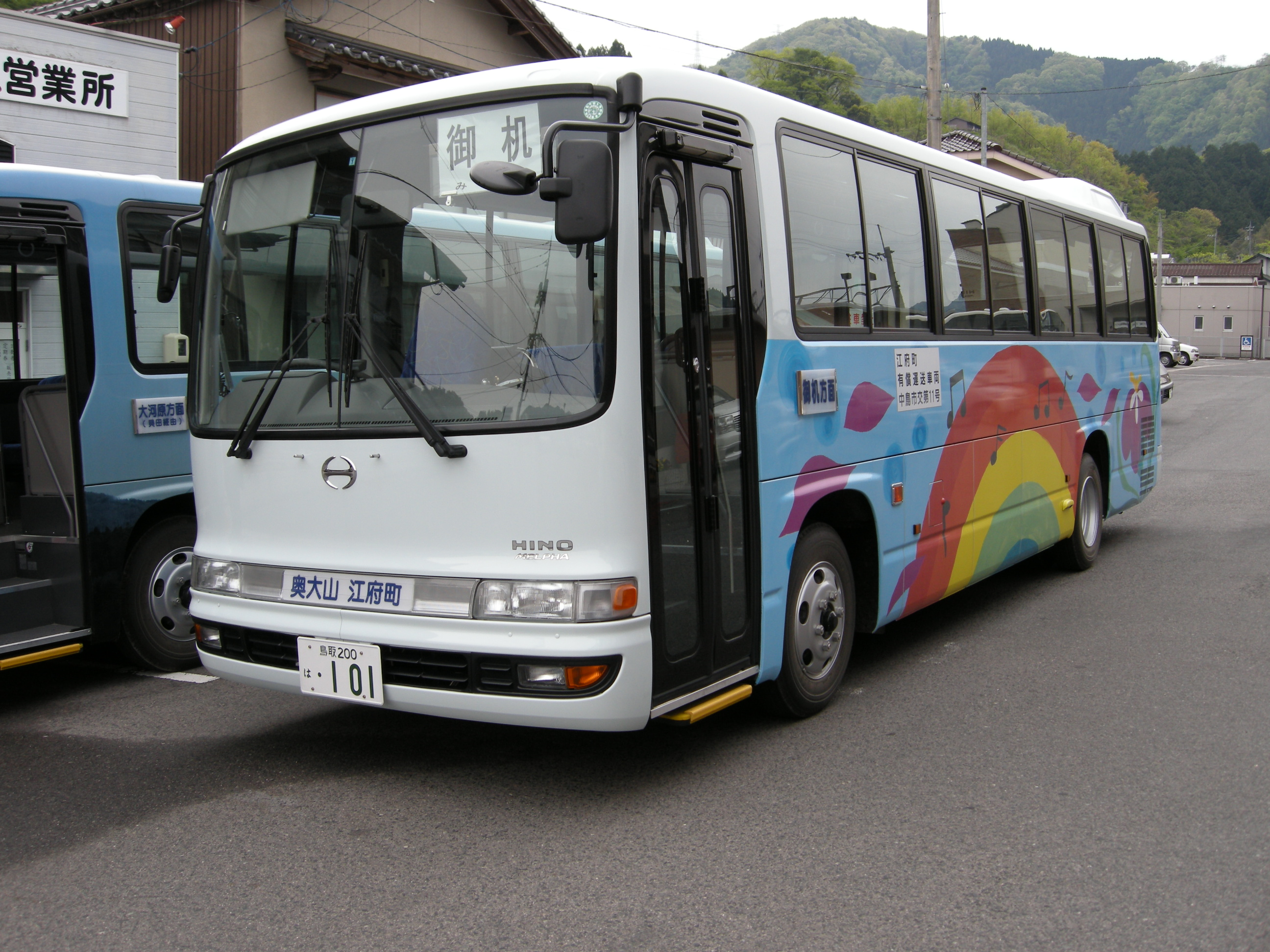
アヤメや大山をイメージしたラッピング車。（2009年5月）
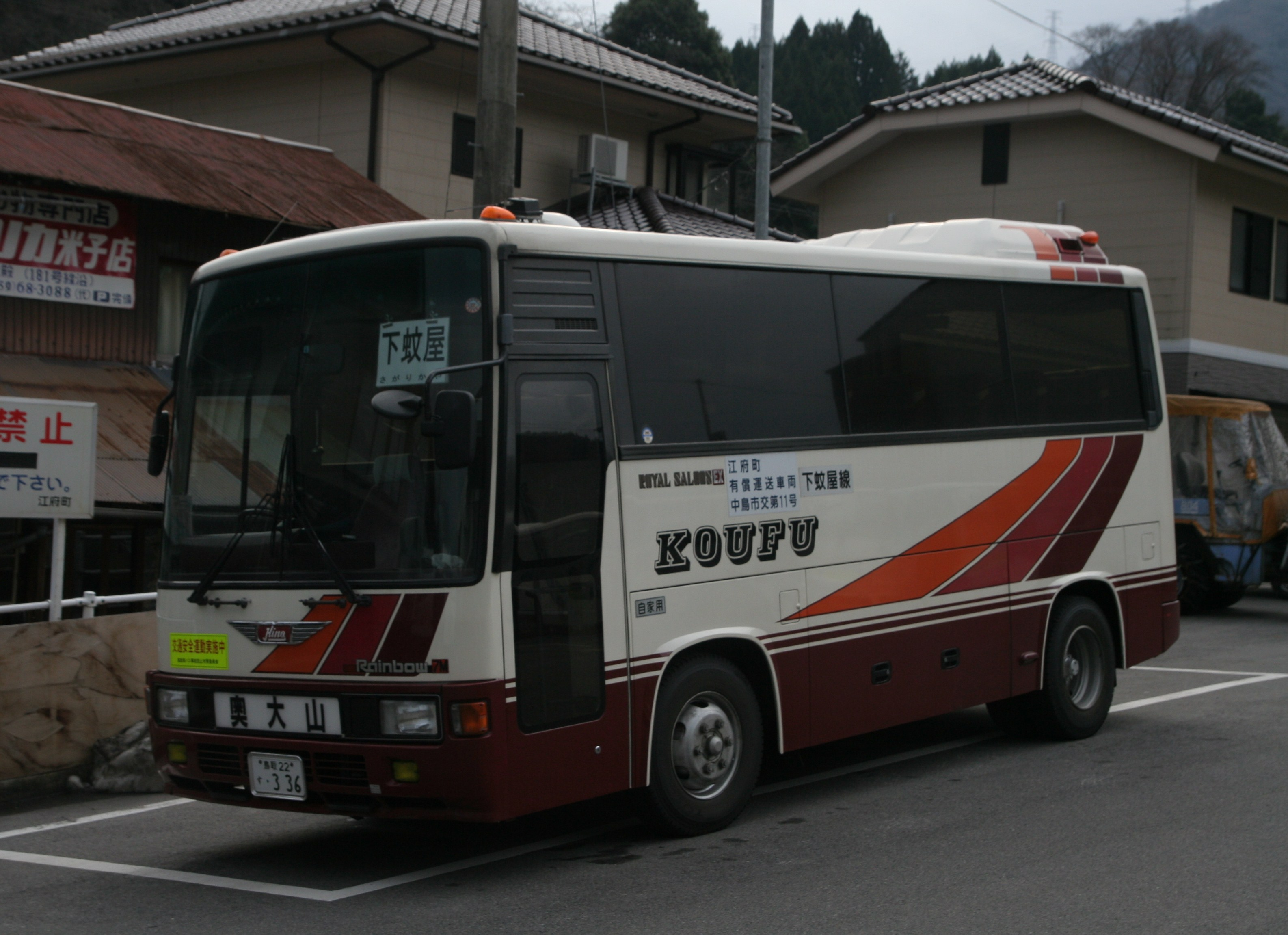
日野・レインボー（2009年12月30日、江尾駅前）
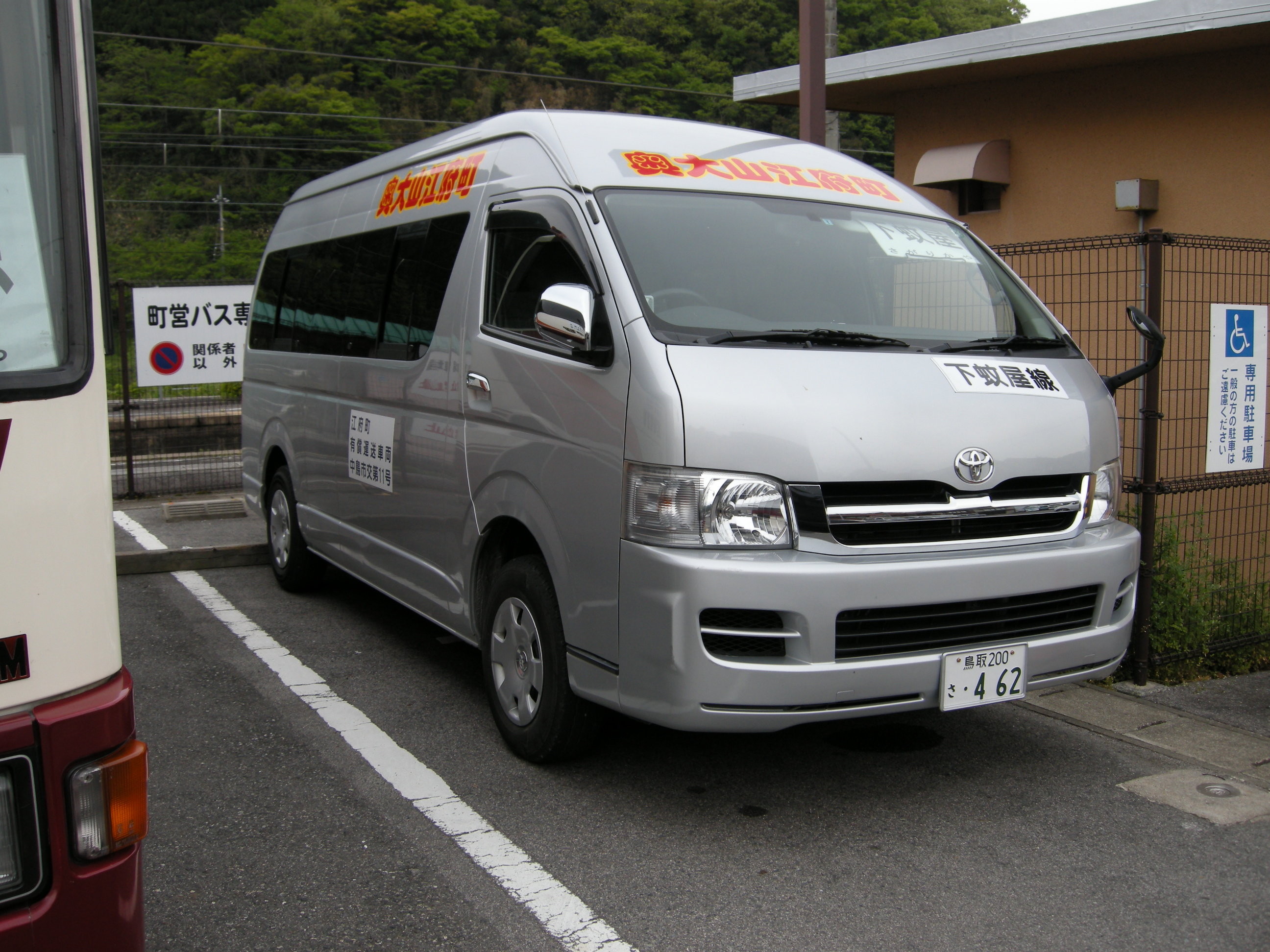
トヨタ・ハイエース（2009年5月）
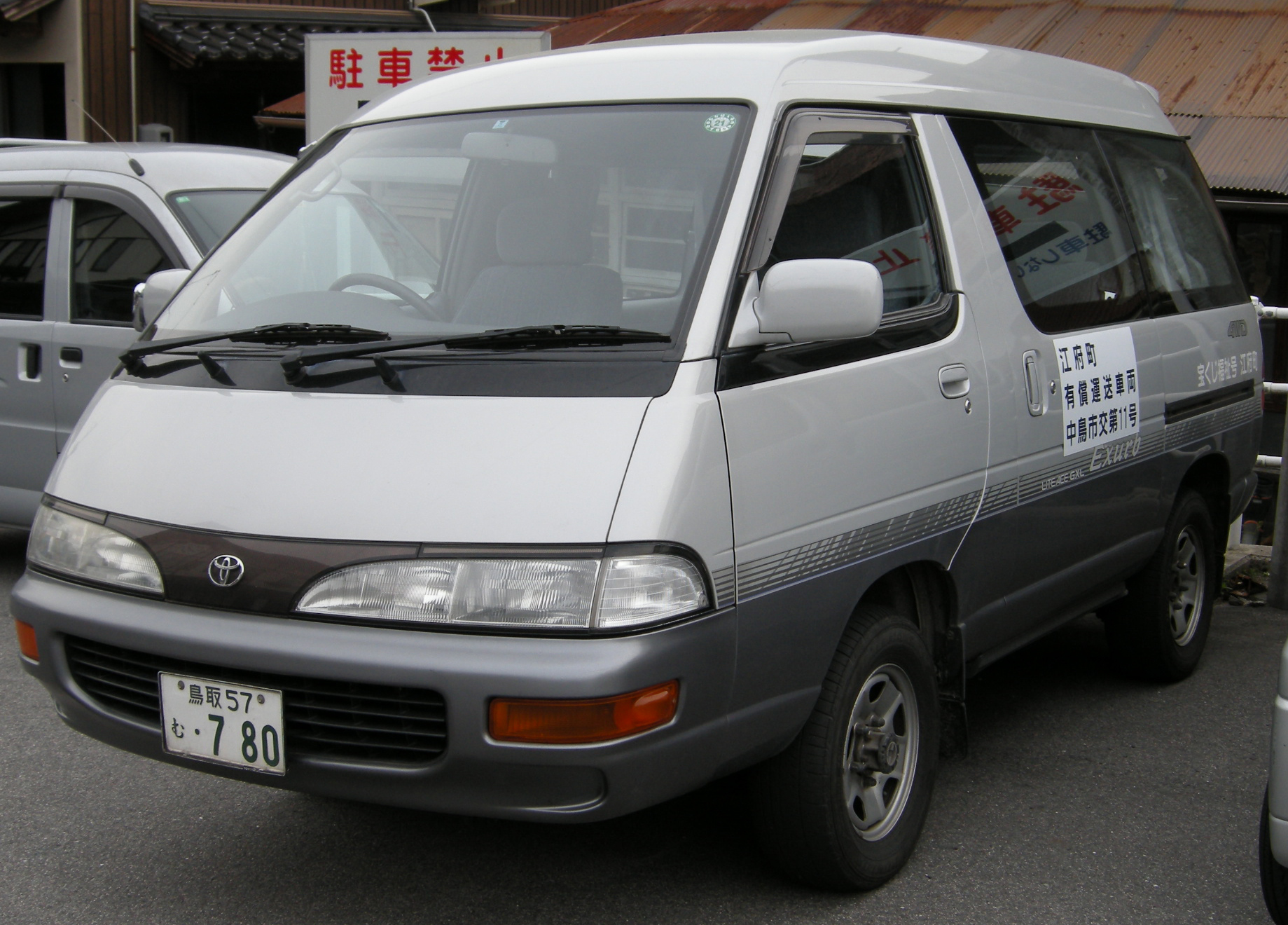
トヨタ・ライトエース（2009年5月）
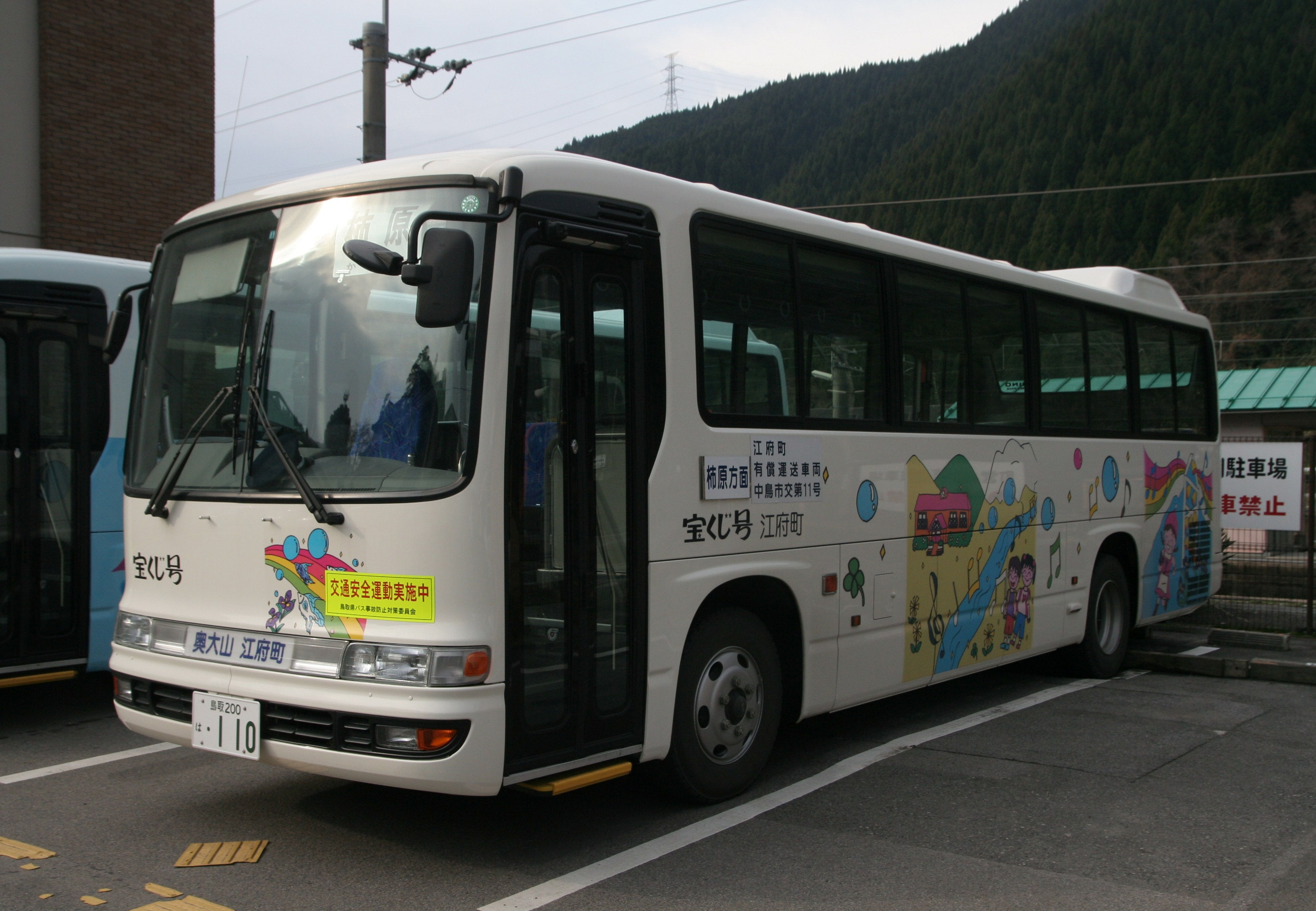
宝くじ号、江府小児童デザインのラッピング車。（2009年12月30日、江尾駅前）